# Ледь
Ледь — река в Плесецком и Шенкурском районах Архангельской области, левый приток реки Вага (бассейн Северной Двины)
Длина реки — 184 км, Площадь водосбора — 2690 км².

## География
Ледь начинается на юге Плесецкого района Архангельской области, близ железнодорожной станции Ледьозеро. Исток реки Ледь находится на высоте свыше 200 м над уровнем моря. В верхнем течении Ледь течёт на север и северо-восток. За 10 км вверх до деревни Паскандская Ледь поворачивается на восток и больше не сходит с этого направления. Ниже деревни Паскандская Ледь течёт в разработанной речной долине. В нижнем течении Ледь образует многочисленные старицы. Ледь — в прошлом сплавная река. Богата рыбой.. В 10 километрах от устья пересекает автодорогу М8.

## Гидрология
Питание смешанное, с преобладанием снегового. Замерзает в октябре — ноябре, вскрывается в апреле — начале мая. В верхнем течении, после впадения притоков Нерьма и Кукова ширина русла составляет 15 метров при глубине 0,8 метра, дно каменное. В среднем течении скорость течения увеличивается до 0,6 м/с. Река также имеет каменное дно и незначительно увеличивает ширину русла, до 20 метров, при глубине 1 метр. В нижнем течении, ширина реки составляет 41—25 метров при глубине 0,7—1,5 метра. Дно становится песчаным, а скорость течения падает до 0,3 м/с в предустьевом участке.
| Средний расход воды (м³/с) реки Ледь по месяцам с 1936 по 1988 гг. (замеры производились на гидрологическом посту в районе д. Зеленинская (42 км от устья)) |

## Населённые пункты на реке Ледь
Деревни на реке Ледь располагаются по трём кустам: верхнему, среднему и нижнему. Верхний и средний относятся к Муниципальному образованию «Верхоледское», а нижний куст, самый населённый, к Муниципальному образованию «Шеговарское»(до 2012 года к Муниципальному образованию «Ямскогорское») Существует 5 мостов через реку Ледь: 2 — в верхнем кусте деревень, 1 — в среднем кусте, а 2 — в нижнем (один из них — мост автодороги М8). Через реку Ледь существует переправа у деревни Зеленинская.
| 1. Верхний куст деревень: - Паскандская - Уколок - Раковская - Володская - Хомутинская - Лапухинская - Булавинская 1. Средний куст деревень: - Осиевская - Ивлевская - Дывлевская - Поташевская | 1. Нижний куст деревень: - Зеленинская - Данковская - Красная Горка - Князевская - Марковская - Букреевская - Леушинская - Степинская - Пенигеевская - Одинцовская - Федьковская - Водокужская - Павликовская - Чаплинская - Кобылинская - Чушевская - Яковлевская - Кувакинская - Макушевская - Сенчуковская - Красковская - Гришинская - Беркиевская - Журавлевская |

## Данные водного реестра
- Бассейновый округ — Двинско-Печорский
- Речной бассейн — Северная Двина
- Речной подбассейн — Северная Двина ниже места слияния Вычегды и Малой Северной Двины
- Водохозяйственный участок — Вага

### Притоки
- 36 км: река Педима (Падима)
- 48 км: река Тарня
- 60 км: река Княжа
- 85 км: река Ноуса
- 93 км: река Селезьма
- 107 км: река Удьес (Унтес)
- 126 км: река Пиньгова
- 156 км: река Векозьма
- 171 км: река Черная
- 178 км: река Нерьма
- 179 км: река Кукова